# 顧唐路駅
顧唐路駅（ことうろ-えき）は上海市浦東新区に位置する上海地下鉄9号線の駅である。

## 駅構造
島式ホーム1面2線の地下駅。ホームドア設置駅。

## 歴史
- 2017年12月30日：開業[1]。

## 隣の駅
上海軌道交通
■9号線
金海路駅 - 顧唐路駅 - 民雷路駅